# Congresso della Repubblica Dominicana
Il Congresso della Repubblica Dominicana (in spagnolo Congreso de la República Dominicana) è il parlamento bicamerale della Repubblica Dominicana. È un corpo composto da un Senato ed una Camera dei deputati. 
I membri di entrambe le camere sono eletti per un periodo di 4 anni. La riunione del Senato e della Camera dei deputati si chiama “Assemblea nazionale”.
Il Senato rappresenta le province della Repubblica Dominicana; È composto da 32 membri (un rappresentante per ciascuna provincia e un rappresentante per il distretto nazionale). I senatori sono eletti dalle liste dei partiti per un periodo di quattro anni. L'età minima per correre per la carica è 25 anni e il candidato deve aver risieduto nella provincia che sceglie almeno negli ultimi 5 anni prima delle elezioni.
La Camera dei deputati è composta da 190 rappresentanti del popolo; 178 di questi sono eletti con rappresentanza proporzionale di 1 ogni 50.000 abitanti, con voto diretto e segreto, in tutto il paese. Inoltre, vengono eletti 5 deputati nazionali per i partiti senza rappresentanti con maggiore accumulo di voti e 7 deputati all'estero per rappresentare la comunità domenicana al di fuori della Repubblica. I deputati rimangono in carica per un periodo di quattro anni e devono avere almeno 25 anni il giorno delle elezioni, oltre ad aver risieduto nella provincia che li sceglie almeno negli ultimi 5 anni prima delle elezioni.

## Storia
Il Congresso della Repubblica Dominicana è stato fondato dopo la stesura della Costituzione, il 6 novembre 1844. Nel capitolo 2 di questa Legge fondamentale è menzionato il modo in cui il legislatore sarebbe stato diviso in due organi legislativi chiamati “Tribunato” (corrispondente all'attuale Camera dei deputati) e “Consiglio conservatore” (corrispondente all'attuale Senato). In precedenza deputati e senatori venivano eletti indirettamente e sulla base del voto del censimento e i candidati potevano essere solo quelli con proprietà.
Nel 1854, la Costituzione fu modificata cambiando il nome in “Consiglio del Senato conservatore”. Più tardi, nel dicembre dello stesso anno, fu fatta una nuova revisione della Costituzione per unire le due camere in un “Senato consultivo”, essendo il primo periodo nella storia della Repubblica Dominicana in cui la legislatura era composta da un Congresso unicamerale. Il sistema bicamerale fu nuovamente sostituito nel novembre 1865 dopo la Restaurazione della Repubblica, separando il Congresso in una Camera dei rappresentanti e una Camera dei deputati.
Tra il 1866 e il 1907, nella Repubblica Dominicana avvenne la disputa tra il sistema bicamerale e unicamerale, eliminando il Senato nell'emendamento costituzionale del 1866, ripristinandolo nel 1878 e eliminandolo nel 1880. Il Senato riapparve nel Congresso nella Costituzione del 1908, da cui il sistema bicamerale è rimasto costante. Durante il primo intervento degli Stati Uniti, il Congresso fu sciolto non prima del presidente eletto Francisco Henriquez y Carvajal. Dopo il ripristino della sovranità nazionale, il Congresso fu nuovamente restaurato e nel 1927 le elezioni delle camere furono autorizzate con voto diretto.
Con l'ascesa di Rafael Leónidas Trujillo al potere, il Congresso divenne una copertura per le sue ambizioni politiche. Nel 1935, Trujillo fu nominato dal Congresso presidente a vita. Nel 1941, il Congresso ha riconosciuto i diritti civili delle donne, consentendo alle donne di votare nel Paese.
Dopo la morte di Trujillo, e dopo la deposizione del governo costituzionale di Juan Bosch nel 1963, il Congresso fu sciolto dal Triumvirato. Il 25 aprile 1965 un gruppo militare che cercava di restaurare la Costituzione del 1963 e di sostituire il presidente Bosch entrò nel Palazzo Nazionale e fece capitolare il Triumvirato, Jose Rafael Molina Ureña sarà nominato presidente provvisorio. Tuttavia, il presidente Ureña si è dovuto dimettere due giorni dopo e presentare domanda di asilo. A questo proposito, il Congresso ha nominato il presidente provvisorio Francisco Alberto Caamaño Deñó, che è entrato in carica il 4 maggio davanti a una folla nel Parco dell'Indipendenza.
Dopo il secondo intervento degli Stati Uniti e dopo l'elezione del nuovo governo costituzionale nel 1966, sotto la presidenza di 
Joaquín Balaguer, il Congresso fece la riforma costituzionale più lunga di tutte le riforme costituzionali. Questa Costituzione fu modificata nel 1994 per vietare la rielezione presidenziale e le elezioni presidenziali e congressuali separate (che erano state tenute insieme dalla riforma del 1927) a distanza di 2 anni.
Nel maggio 2002 il Congresso ha approvato un emendamento costituzionale, per ripristinare il limite di sole 2 rielezioni consecutive. Durante l'elezione del presidente della Camera dei deputati il 16 agosto 2003, si è verificata una sparatoria all'interno della sala della camera.
Durante la riforma costituzionale del 2010, il Congresso ha approvato una legge per la rielezione presidenziale non consecutiva e si è unita alle elezioni del Congresso, che ha eccezionalmente prorogato il mandato delle due camere nel 2010 da 4 a 6 anni fino al 2016.

### Revisione e guida dell'esecutivo
Il Congresso esercita la sua funzione di revisione mediante il Discorso di responsabilità e di inchiesta. È responsabilità del Presidente della Repubblica riferire annualmente, prima al Congresso, sull'amministrazione di bilancio, finanziaria e di gestione avvenuta nell'anno precedente, come stabilito dall'articolo 128, paragrafo 2, lettera f) della Costituzione, un messaggio esplicativo delle proiezioni macroeconomiche e fiscali, i risultati economici, finanziari e sociali attesi e le principali priorità che il governo intende attuare ai sensi della legge sul bilancio dello Stato generale approvata per l'anno in corso. La Costituzione prevede inoltre che il Congresso dovrebbe ricevere rapporti dalla Camera dei conti, dai ministeri e dal difensore civico.

### Inchieste
Le camere legislative, nonché le commissioni permanenti e speciali che costituiscono, possono invitare ministri, vice-ministri, direttori e altri funzionari della pubblica amministrazione, nonché qualsiasi persona fisica o giuridica, a fornire informazioni pertinenti su questioni di cui sono autorizzati.
La riluttanza delle persone citate ad apparire o rendere le dichiarazioni richieste, può essere sanzionata dai tribunali penali della Repubblica con la sanzione indicata dall'attuale legge.

## Assemblea nazionale e sessioni congiunte
Quando la Camera e il Senato celebrano le loro riunioni insieme tale prassi viene denominata Assemblea Nazionale, l'Assemblea di solito accoglie il Discorso di responsabilità e celebra gli atti commemorativi o protocolli.
Per una sessione congiunta da dichiarare come Assemblea Nazionale, la plenaria deve avere più della metà dei membri di ciascuna camera presenti. Le sue decisioni sono prese a maggioranza assoluta dei voti, tranne quando è convocata per modificare la Costituzione. L'Assemblea nazionale o la sessione congiunta di entrambe le camere sono regolate dalle proprie regole di organizzazione e funzionamento. In entrambi i casi la presidenza sarà assunta dal Presidente del Senato; Il vicepresidente, il presidente della Camera dei deputati, il segretariato e i segretari di ciascuna camera.
Le responsabilità dell'Assemblea nazionale sono:
- Conoscere e decidere le riforme costituzionali, agendo in questo caso, come Assemblea Nazionale di Revisione;
- Esaminare il verbale delle elezioni del presidente o del presidente e del vicepresidente o del vicepresidente della Repubblica;
- Proclamare il Presidente e il Vice Presidente della Repubblica, accogliere il giuramento e accettare o rifiutare le dimissioni;
- Esercitare i poteri conferiti dalla presente Costituzione e dal regolamento organico.